# Монтереале Валчелина
Монтереа̀ле Валчелѝна (на италиански: Montereale Valcellina; на фриулски: Montreâl, Монтреал) е малко градче и община в Северна Италия, провинция Порденоне, автономен регион Фриули-Венеция Джулия. Разположено е на 317 m надморска височина. Населението на общината е 4572 души (към 2011 г.).